# Preux-au-Bois
Preux-au-Bois és un municipi francès, situat a la regió dels Alts de França, al departament del Nord. L'any 2006 tenia 781 habitants.

## Demografia
| 1962                                       | 1968  | 1975  | 1982 | 1990 | 1999 |
| ------------------------------------------ | ----- | ----- | ---- | ---- | ---- |
| 943                                        | 1.004 | 1.003 | 885  | 761  | 807  |
| Des de 1962: població sense dobles comptes |       |       |      |      |      |

## Administració
| Període   | Identitat             | Partit |
| --------- | --------------------- | ------ |
| 1983-1995 | Maurice Boutteaux     |        |
| 1995-2001 | Pierre-Marie Lasselin |        |
| 2001-2003 | Serge Beaumont        |        |
| 2003-2004 | Achille Bontant       |        |
| 2004-     | Jacques Ruffin        |        |